# 海外對中國議題的審查
海外對中國議題的審查是指在中華人民共和國境外，遵循中國共產黨意旨的审查。審查的議題包括臺灣問題、西藏人权、新疆再教育營与新疆种族灭绝指控、六四事件、反送中運動、2019冠狀病毒病中國大陸疫情、對法輪功的鎮壓以及其他中华人民共和国人权问题等。
審查由有意在中國大陸開展業務的境外公司經辦，鑒於當地市場龐大，这种现象正在日益加剧。有者为免冒犯中國大陸當局和消費者而进行自我審查，處分得罪中國大陸當局的員工。迫於中國大陸當局壓力，一些被指冒犯當局的公司道歉或声明支持當局，此類行为被称为“21世纪的叩头”。
中国大陆公司也审查其海外服务，例如微信和TikTok。海外華僑对當局或其政策的批评，也会危及本人及其家人在境内的就業、就學、養老保障和營商機會。由於缺乏外國政府和实体反制，對強迫言論和引致他国言論自由产生寒蟬效應的担忧日益增加。

## 审查主题
- 西藏（包括藏人行政中央和达赖喇嘛）
- 1989年天安门广场的抗议和镇压
- 台湾（包括台湾独立运动、“一边一国”以及对“一个中國”政策的其他挑战）
- 被中国官方称为“邪教”的法轮功
- 对中国共产党的批评（包括来自中华人民共和国民主运动的批评）

传统上，希望在中国开展业务的外国公司需要避免提及“三个T和两个C”：西藏（Tibet），台湾（Taiwan），六四清场（又称“天安门大屠杀”），“邪教”（Cults）法轮功以及对中国共产党的批评。其中包括达赖喇嘛，中国认为这是西藏主要的“分裂主义者”，反对任何外国政府或组织对其的支持。
在二十一世纪初，许多企业面临着与中国有关的更广泛的问题，如其网站未能将香港、澳门和台湾作为其一部分纳入中国的领土，违反了中国的一个中国原则。更进一步敏感的话题包括：对现任中共中央总书记习近平体重的评论，包括将其与儿童动漫人物小熊维尼作比较；大跃进和文化大革命、否认中国政府在南海的九段线，认为新疆再教育营存在，2019年香港的抗议与示威运动，以及政府对2019冠状病毒病疫情的言论审查。

## 著名的例子

### 学术界
越来越多的人担心，中国政府正在努力使国外的批评家保持沉默，特别是在学术界中。历史上，中国的审查制度是在中国境内进行的，但随着2012年习近平成为中共中央总书记，关注的焦点已经扩大到国外，特别是学术界中沉默的异议和批评。
西方大学中的中国留学生试图审查与中国共产党官方立场不符的学者和学生的事件屡见不鲜。这包括对奥克兰大学和昆士兰大学支持香港和维吾尔族的示威者的恐吓和暴力。和挑战课堂上的讲师，因为他们的课程材料不遵循所谓一个中国，把香港和台湾列为独立的国家。以及破坏支持香港民主运动的連侬墙。2019年，中国驻布里斯班总领事徐杰面临一名学生的法律诉讼，这名学生组织了一次示威游行以支持2019年香港抗议活动，他声称他遭到了徐杰通过指责他“反华分裂主义”煽动对他的死亡威胁。
英国大学中教授中文课程的学者也遭到中国政府的警告，要求他们支持中国共产党，否则将被拒绝入境。其中包括北卡罗来纳州立大学取消了达赖喇嘛2009年的访问，马里兰大学的中国学生杨舒平对她在毕业典礼上赞扬美国民主和自由的“清新空气”的演讲遭到的严厉的回应做出道歉。
2019年11月，哥伦比亚大学取消了一个题为“中国特色的全景主义：中国共产党侵犯人权及其对世界的影响”的中国人权问题小组讨论会，从而引起了人们的关注。小组讨论会的组织者批评哥伦比亚大学涉嫌通过默许不适当的影响和骚扰的威胁而损害了学术自由。

#### 孔子学院
有人对中国政府资助的孔子学院在西方大学的活动表示关注，这些孔子学院受国家汉办的约束，不能讨论西藏、天安门和台湾等敏感话题。人权观察认为孔子学院是中国政府的扩展，在聘用决定时考虑了政治忠诚。
在2019年有媒体报道称，昆士兰大学与中国有关的四门课程由当地孔子学院资助，该校在2019年5月结束了此类交易。该校副校长彼得·霍伊此前曾担任汉办高级顾问。

#### 中国学生学者联合会
中国学生学者联合会在海外各大学校园都设有分支机构。该联合会部分由中国驻当地大使馆资助并向其汇报。该联合会的宗旨之一是“热爱祖国”。有一段时间，有分支机构向其所在的大学施压以取消与西藏、中华人民共和国民主运动、维吾尔族和香港的抗议有关的论坛。
加拿大麦克马斯特大学的联合会分支与当地中国领事馆协调反对维吾尔族维权人士茹克亚·托度希（Rukiye Turdush）的演讲，包括撤回录像。由于违反相关规定，该联合会于2019年被撤销社团地位。在阿德莱德大学的分支则因违反民主程序而被撤销注册。

### 航空公司
在2018年，中国民航总局向44家国际航空公司发出信件，要求他们停止在其网站上将台湾、香港和澳门作为单独的国家提及，否则有可能被列为“严重不可信”并受到制裁。尽管美国政府批评为“奥威尔式的胡言乱语”，但最后所有航空公司都遵守了。
| 航空公司 | 日期         | 举措 |
| -------- | ------------ | --- |
| 美國航空 | 2018年7月    | 这家美国航空公司停止在其网站上将台湾列为国家。                                                                                        |
| 达美航空 | 2018年7月    | 这家美国航空公司停止在其网站上将台湾列为国家。                                                                                        |
| 澳洲航空 | 2018年7月4日 | 这家澳大利亚航空公司宣布在其网站上将台湾列为中国省份，而不是一个单独的国家， 此前其曾指出，将台湾和香港列为其网站上的国家是“错误的”。 |
| 聯合航空 | 2018年7月    | 这家美国航空公司停止在其网站上将台湾列为国家。                                                                                        |

### 达赖喇嘛的国际交流
中华人民共和国反对外国政界人士与达赖喇嘛举行的任何会晤，以及以个人身份举行的会晤。

### 电影业
好莱坞制片商通常寻求遵守中国政府的审查要求，以进入中国受限制但利润丰厚的电影市场，截至2016年，中国票房市场居全球第二。好莱坞的审查措施包括优先考虑在电影中对中国人物的同情描写，比如在2012年灾难片《赤色黎明》中将反派由中国人变成朝鲜人，而让中国科学家成为文明的救星。2016年，漫威娱乐公司决定将蒂達·史雲頓在电影《奇异博士》中扮演的一个藏人角色“古一”变为凯尔特人而受到批评。该片的制片人罗伯特·卡吉尔在接受采访时说，这样做是为了避免激怒中国政府：
|  | 古一这个角色的种族是来自世界上一个政治上非常怪异的地区。他来自西藏，因此如果你承认西藏是一个地方，而他是西藏人，那么你就会冒着疏远10亿认为那是胡说八道的人的风险，冒着冒犯中国政府的危险“嘿，你知道世界上最大的电影观看国之一吗？我们不会放映你的电影，因为你决定搞政治。” |

尽管以前西藏曾是好莱坞的塞莱布雷事业，推出过《達賴的一生》和《西藏七年》等电影，但在21世纪，情况不再是这样了。演员、著名西藏支持者李察·基爾表示，自从在1993年批评中国政府，在1997年出演了批评中国法律制度的电影《红角落》，以及呼吁抵制2008年北京奥运后，他便不再受到好莱坞主流电影的欢迎。

### 国际组织
尽管根据名古屋决议同意中华台北作为1980年代以来台湾在奥运会上使用的名号，但中国政府现在仍坚持在其他国际组织（包括国际货币基金组织和世界银行）对台施压，坚持一中原则。中国政府还向世界选美大赛施加压力，包括世界小姐，环球小姐和地球小姐，只允许台湾参赛者以“中华台北小姐”的名义参赛，而不是“台湾小姐”。

### 出版
剑桥大学出版社在2017年遭到批评，原因是该杂志从其《中国季刊》中删除了涉及1989年天安门广场屠杀、西藏、新疆、香港和文化大革命等主题的文章，以避免其中国业务被关闭。施普林格·自然也同意中国对与中国政治、台湾、西藏和人权有关的文章进行审查的要求。
2017年，澳大利亚出版商艾伦&安温拒绝出版克萊夫·漢密爾頓的《無聲的入侵：中國因素在澳洲》一书，书中提到中国共产党在澳大利亚的影响力不断增强，其原因是担心中国政府或其当地代理人在统一战线工作部的领导下可能采取的法律行动。
通过中国印刷商印刷出版制品的出版商也受到了当地法律的审查，包括那些不打算在中国销售的书籍。带有地图的书籍面临特别的审查，在维多利亚大学出版社出版了一本书《南极洲的1500万年》中，删除了“珠穆朗玛峰”在英语中的称呼“埃佛勒斯峰”，改用中文中的称呼“珠穆朗玛峰”。这使得出版商考虑在越南等其他国家印刷。
爱德华·斯诺登批评中国审查机构删除了他的著作《永久檔案》中译版中有关威权主义、民主、言论自由和隐私的段落。

### 科技公司
一些美国科技公司与中国政府的政策进行合作，包括互联网审查，例如帮助中国当局建立防火长城，以限制中国网民对敏感信息的获取。中国政府正日益向海外个人和公司施压，要求它们配合审查模式，包括外国人为非中国观众进行的海外传播。

### 其他实例
下表列出了中国境外各政府、公司或其他实体审查与中国有关问题的显著事例。
| 实体                     | 日期           | 举措 |
| ------------------------ | -------------- | --- |
| 微软                     | 2006年1月4日   | 该公司从其MSN Spaces网站上删除了中国记者赵静的博客，该网站托管在美国的服务器上。 |
| 纳斯达克                 | 2007年2月      | 2007年，纳斯达克的中国代表劳伦斯·潘因接受法轮功相关的媒体组织新唐人电视台的访问而被拘留和审问。该电视台随后被纳斯达克拒绝访问。 |
| 欧洲通讯卫星             | 2008年         | 该公司切断了新唐人电视台的信号，以“向中国政府展示友好姿态”。 |
| 越南政府                 | 2011年11月11日 | 该国监禁了两名法轮功活动家，他们将无线电信息“非法通过电信网络传输”到中国。 |
| 必应                     | 2014年2月12日  | 该搜索引擎对美国用户对包括“达赖喇嘛”、“六四事件”、法轮功和反审查工具Freegate在内的简体中文结果进行了审查。 |
| 领英                     | 2014年6月4日   | 该公司阻止了中国境外的用户查看受中国政府限制的中国用户发布的内容。 |
| 周子瑜                   | 2016年1月16日  | 在中国网民持续批评她和所在组合TWICE之后，这位台湾籍的K-pop歌手就因与中华民国国旗合影而道歉。 |
| 微软                     | 2016年11月22日 | 有网友发现其开发的聊天机器人小冰避免讨论诸如六四事件之类的敏感话题。 |
| 苹果公司                 | 2017年1月7日   | 在中国政府提出违反当地法规的意见后，该公司将《纽约时报》的应用程序从其中国应用程序商店中移除。这导致该公司被网络倡导者指责为“全球化的中国审查制度”。 |
| 艾伦&安温                | 2017年11月12日 | 这位澳大利亚出版商拒绝出版克萊夫·漢密爾頓的《无声的入侵》一书，书中提到中国共产党在澳大利亚的影响力不断增强，其原因是担心中国政府或其当地代理人在统一战线工作部的领导下可能采取的法律行动。 |
| 萬豪國際                 | 2018年1月12日  | 管理这家连锁酒店社交媒体账号的一名员工按“赞”了一条感谢该公司将西藏作为一个国家在客户中列出与台湾、香港和澳门一起进行问卷调查的推文。之后国家互联网信息办公室宣布关闭其中文网站和预订申请一周，上海市旅游局下令公司“认真对待其负责人”后，该公司解雇了该名员工。 |
| 梅赛德斯奔驰             | 2018年2月7日   | 这家德国汽车制造商在Instagram上引用了达赖喇嘛的语录之后在微博上道歉，称“伤害中国人民的感情”。该公司还致函中国驻德国大使馆，表示“无意以任何方式质疑或挑战中国的主权和领土完整”。 |
| 蓋璞                     | 2018年5月15日  | 有加拿大顾客发现其公司销售的一件T恤衫上印有缺少台湾、藏南地区、南海等中国主张领土的中国地图，随后Gap向顾客致歉。 |
| TikTok （抖音海外版）    | 2019年9月25日  | 《卫报》透露了TikTok应用程序的审核指南，禁止内容中提及天安门广场、西藏独立和法轮功。删除批评中国政府对少数民族的迫害或提及反修例示威的内容。该应用程序位于北京的所有者字节跳动对媒体报道作出回应，称泄漏的审核准则“已过时”，并且已针对不同国家引入了本地化的准则。在该应用程序上与香港相关的搜索没有发现涉及正在进行的抗议活动的内容。Facebook创始人马克·扎克伯格批评了该平台对香港抗议内容的审查制度，并问“这是我们想要的互联网吗？” |
| 苹果公司                 | 2019年10月2日  | 该公司从其App Store中移除了HKmap.live应用程序，该应用程序商店允许众包获取有关抗议者和警察在香港所在地的信息。这样做的依据是该应用程序“允许用户逃避执法”。同月，由于大量报道反對逃犯條例修訂草案運動，苹果移除了石英财经网应用程序。 |
| 喜来登                   | 2019年10月3日  | 在中国大使馆的压力下，这家连锁酒店的斯德哥尔摩分店取消了对台湾双十国庆假期的庆祝活动。随后雙十慶祝活動改在瑞典歷史博物館舉行。 |
| 蒂芙尼公司               | 2019年10月7日  | 这家珠宝公司删除了一个社交媒体帐户中一张遮住一只眼睛的女人的照片，许多中国互联网用户认为这张照片唤起了被枪击一只眼睛的香港抗议者的形象。 |
| 动视暴雪                 | 2019年10月8日  | 《炉石传说》大師職業賽選手吴伟聪在戴上护目镜和口罩并在赛后采访中发表讲话以支持2019年香港抗议活动后，该公司取消其参赛資格。该公司由腾讯部分持有。 |
| ESPN                     | 2019年10月8日  | 该频道的高级新闻总监查克·萨里图罗向员工发送内部备忘录，禁止报道涉及达雷尔·莫雷支持香港示威者的推文的争议时，有关中国或香港的政治问题的任何讨论。 |
| 费城富國銀行中心         | 2019年10月9日  | 在NBA费城76人队和CBA广州队的季前赛中，中心工作人员驱逐了喊“光复香港”的球迷。 |
| NBA                      | 2019年10月10日 | 美国有线电视新闻网记者克里斯蒂娜·麦克法伦在NBA新闻发布会上询问球员詹姆斯·哈登和羅素·衛斯特布魯克以后是否对在批评中国的评论发表言论时有不同的看法时，她的麦克风突然被关闭并由工作人员取回。 |
| Dior                     | 2019年10月17日 | 克里斯汀·迪奥在其微博帐户上公开道歉，原因是在大学演讲中展示了一张不包含台湾的中国地图。 |
| 玛莎拉蒂                 | 2019年10月25日 | 玛莎拉蒂要求当地一家汽车经销商取消与第56屆金馬獎的所有联系，并表示“坚定地坚持一个中国原则”。 |
| DC漫畫                   | 2019年11月27日 | DC漫画移除了一张宣传版的蝙蝠侠海报，此海报引起了中国大陆网民的批评，该封面圖片以蝙蝠侠在“未來屬於年輕人”文字旁边扔了汽油弹为形象，对香港抗议者表示同情。 |
| TikTok                   | 2019年11月28日 | 该平台在屏蔽了美国用户弗罗沙·阿齐兹讨论新疆再教育营的化妆教程视频后致歉，视频也引起了人们对再教育营中穆斯林被虐待的关注。 |
| 康泰纳仕                 | 2019年12月6日  | 英国版《GQ》杂志将习近平从其网站上的“最差衣著”排行中删除，并加上以下标语：“習近平該不爽的對象不是香港的勇敢自由鬥士，而是他的裁縫師；習近平的極權者式衣著，靈感八成來自他心目中的英雄、大劊子手毛澤東。” |
| 阿森纳足球俱乐部         | 2019年12月15日 | 阿森纳足球运动员梅苏特·厄齐尔在其社交媒体帐户上发表了一篇文章，谴责中国在新疆再教育营对维吾尔人的待遇以及穆斯林国家在此问题上的沉默。阿森纳随后发表声明，与上述评论保持距离。央视体育频道在两天后做出回应，将阿森纳和曼城之间的比赛从播出日程中删除。厄齐尔的形象也从中国大陆版《2020》网游中删除。 |
| 世界卫生组织             | 2020年3月28日  | 世卫组织高级顾问布鲁斯·艾尔沃德在接受香港电台节目《脉搏》记者唐若韞采访，被问到是否会重新考虑让台湾加入世界卫生组织时，先佯装没有听见，最终直接挂断电话。外界批评世界卫生组织淡化台湾抗击2019冠状病毒病疫情的成功。 |
| 欧洲联盟                 | 2020年4月24日  | 欧盟同意审查认为中国是2019冠状病毒病疫情源头的表述。研究表明，针对可能冒犯到中华人民共和国的敏感性话题进行自我审查的现象十分普通。 |
| YouTube                  | 2020年5月26日  | 据指，自2019年10月起在YouTube发表带有“共匪”或“五毛党”等中文字的评论，会在15秒内被自动删除。 |
| 尼什拉德尼奇基足球俱樂部 | 2020年6月10日  | 塞尔维亚足球超级联赛在中国政府的压力下，解雇尼什工人队射手郝润泽。事发前不久，郝润泽的父亲郝海东宣布加入中国流亡富商郭文贵的爆料革命，宣读“新中国联邦宣言”，批评中国共产党，要求实现中华联邦主义。 |
| Zoom                     | 2020年6月12日  | 远程会议服务提供商Zoom确认，应中国政府要求，美国和香港的用户预订会议讨论六四事件及香港反修例运动会被封号，未来中国大陆的用户也有会同样的限制。 |
| 澳盛銀行                 | 2020年7月17日  | 澳盛银行与新加坡全球信贷负责人博加奇·奥兹迈尔（Bogac Ozdemir）撇清关系。奥兹迈尔曾在领英发布贴文，指责中国造成2019冠状病毒病疫情。中国评论员批评奥兹迈尔是“种族主义者”，又称中国金融监管机构和中方行政总裁曾致电该银行，要求解雇他。澳盛银行随后发表声明，表示奥兹迈尔的贴文“明显缺乏判断”，将对他发起诽谤诉讼。 |
| 查爾斯達爾文大學         | 2020年7月29日  | 工程学教授查理·费尔菲尔德（Charlie Fairfield）在一次可持续性课程中以“中国（武汉）2019冠状病毒病疫情”为主题举行角色扮演活动，被中国学生批评散播“种族主义和仇恨”。学校对事件中的冒犯行为致歉，表示会作出更改，确保事件不会再次发生 |
| 新南威尔士大学           | 2020年8月5日   | 新南威尔士大学在中国学生的压力下，删除在社交媒体上要求国际社会就中国共产党在香港侵犯人权的行动施加压力的学术呼吁。大学方面发表英文致歉声明，表示删除贴文的行为是错误的，强调言论自由和学术自由的重要性。然而另一份中文声明忽略了言论自由和学术自由的说法，且所传达的内容截然相反，指学校受到事件所造成的问题“困扰”，不会采取任何政治立场。                                                                                            |
| 动视                     | 2020年8月23日  | 动视宣传旗下第一人称射击游戏《決勝時刻：黑色行動冷戰》的先导预告中，出现了六四事件的画面，时长1秒，导致该预告片在中国被删除。随后动视对内容作出修改，删除有关画面，仅保留音频。 |
| 康斯坦丁影业             | 2020年12月4日  | 卡普空旗下电子游戏《怪物猎人》的改编电影中的台词“中国人、日本人、脏膝盖 (Chinese, Japanese, dirty knees)”被指辱华，使电影在中国大陆上映仅一天便紧急下架。电影制片方康斯坦丁影业随后发表道歉声明，表示无意进行种族歧视，涉事台词已删除。 |
| 《电影人杂志》           | 2021年2月      | 《电影人杂志》删除了导演赵婷2013年专访中称中国“是个充满谎言的地方”的争议性言论。目前，杂志尚未回应此行为。 |
| 约翰·塞纳                | 2021年5月25日  | 约翰·塞纳在个人新浪微博发表视频，对早前在台湾宣传《速度与激情9》时声称台湾“是第一个看到《速度与激情9》的国家”而道歉。不过，部分中国网民指责塞纳的道歉不够坦诚，批评他的言论。 |
| 微软必应                 | 2021年6月5日   | 2021年6月5日，路透社报道称，在六四事件三十二周年当天周五，来自美国、新加坡、德国等地用户通报，在“必应”键入关键字“坦克人”(Tank man)，无论是在视频或图片搜寻功能中都无法找到坦克人照片。微软因此被质疑实施内容审查，在六四当天屏蔽坦克人。微软公司周五回应称这是“人为失误”，正在积极解决问题。在微软承认问题的数小时后，在“必应”中搜寻“坦克人”仍只显示其他国家的坦克照片。微软并没有详细说明这个人为错误是什么，或是它如何发生的。      |
| 可达                     | 2021年7月      | 在被中国网民批评后，柯达从Instagram账号删除一张暗指中国政府对维吾尔族实施种族灭绝的新疆风景照。 |
| 蘋果公司                 | 2022年8月      | 佩洛西访台后，苹果警告供货商勿使用“Made in Taiwan”标签。 |
| 瑪氏食品                 | 2022年8月      | 玛氏食品就在宣传物料中称台湾为国家致歉。 |

## 反对与抵抗
2010年，Google反对中国的审查政策，最终退出了中国。到2017年，Google已经放弃了反对，计划筹建一个中国共产党批准的审查搜索引擎“蜻蜓計畫”。该项目的工作已于2019年终止。
2019年，喜剧中心的动画情景喜剧《南方公园》播出《中国乐队》一集，讽刺了好莱坞制片人为了迎合中国审查机构的自我审查，次集还出现了「Fuck the Chinese government」（中国政府）等台词。之后，节目制作人特雷·帕克和马特·斯通进行了一次假道歉，这也引来了最近有关NBA涉嫌向中国政府审查制度妥协的一场争议：
|  | 與美國職籃（NBA）一樣，我們非常歡迎中國審查員深入我們的家園與內心。我們愛錢，勝過自由與民主。本週三10點，來收看我們的第300集動畫！偉大的中國共產黨萬歲！祝今秋高粱大豐收！我們現在和好了吧，中國？ |

事件发生后，该动画片在中国大陆被禁。香港反送中支持者也在深水埗区繁华地段举办《中国乐队》露天放映会。